# Hodnotící číslo
Hodnotící číslo je jedním z parametrů pro přidělení úvěru ze stavebního spoření. Stavební spořitelny v České republice používají různé konstrukce hodnotícího čísla i různé pojmenování (parametr ohodnocení, ohodnocovací číslo, ukazatel zhodnocení, bodové hodnocení). Rozdíly v pojmenování vznikly v samotných počátcích stavebního spoření v ČR (rok 1993) odlišnými překlady německého pojmu bewertungszahl.

## Význam hodnotícího čísla
Stavební spořitelny používají specifický způsob řízení aktiv (úvěrů) a pasiv (vkladů). Úvěry ze stavebního spoření jsou poskytovány zásadně z vkladů spořících klientů. Tím stavební spořitelny omezují své úrokové riziko. Proto aby měla stavební spořitelna dostatek vkladů na poskytování úvěrů, musí střadatel nejprve dostatečnou dobu spořit. Proto je dosažení předepsaného hodnotícího čísla jednou z podmínek přidělení úvěru ze stavebního spoření.
Hodnotící číslo vyjadřuje jak dobu, tak i intenzitu spoření. Tím je podobné úrokům: úrok je tím vyšší, čím vyšší částku máme uloženou a čím delší dobu trvá vklad. Proto není náhoda, že hodnotící číslo je úměrné úrokům z vkladů. Nejjednodušší způsob zavedení hodnotícího čísla je
{\displaystyle H{\check {C}}=A\ {\frac {{\acute {u}}roky}{c{\acute {i}}lov{\acute {a}}\ {\check {c}}{\acute {a}}stka}}}
kde {\displaystyle A} je konstanta úměrnosti a úroky jsou celkem nabyté úroky z vkladů, včetně úroků nepřipsaných k jistině.
Při správném nastavení tarifu stavebního spoření zajišťuje podmínka hodnotícího čísla, že objem úvěrů ze stavebního spoření za normálních okolností nepřevýší objem vkladů. Pokud i přesto dojde k vyčerpání vkladů (například při neočekávaném zvýšení zájmu o úvěry), může stavební spořitelna zvýšit velikost hodnotícího čísla potřebnou pro přidělení úvěru. Tím se prodlouží doba spoření a současně se sníží objem poskytovaných úvěrů.
Tím lze obnovit rovnováhu mezi vklady a úvěry, nicméně za cenu zhoršení reputace stavební spořitelny. Proto je klíčové správné nastavení hodnotícího čísla (a obecně všech parametrů tarifu stavebního spoření). Stavební spořitelny v České republice dosud nemusely přikročit ke zvyšování hodnotícího čísla potřebného pro přidělení úvěru.